# 帕特南 (伊利諾伊州)
帕特南（英語：Putnam）是位於美國伊利諾伊州帕特南縣的一個非建制地區。該地的面積和人口皆未知。

## 地理
帕特南的座標為41°11′06″N 89°23′47″W / 41.18500°N 89.39639°W，而該地的平均海拔高度為158米（即518英尺）。